# Championnat de Pologne de rugby à XV 2021-2022
Navigation
Championnat 2020-2021 Championnat 2022-2023
Le Championnat de Pologne de rugby à XV 2021-2022 appelé Ekstraliga, oppose les dix meilleures équipes polonaises de rugby à XV. Il débute le 21 août 2021 et s'achève par une finale disputée le 26 juin 2021. Pendant la saison régulière, les dix équipes s'affrontent en phase aller-retour. Les deux premiers se qualifient pour la finale, tandis que les 3e et 4e s'affrontent pour la médaille de bronze. Le dixième dispute un barrage contre le champion de la seconde division.

## Les clubs de l'édition 2021-2022
Les dix équipes participant à l'Ekstraliga sont les suivantes :				
| Sopot Łódź Varsovie Siedlce Sochaczew Gdańsk Gdynia Cracovie Lublin Poznań |

| Équipe                   | Stade                                        | Ville     |
| ------------------------ | -------------------------------------------- | --------- |
| Juvenia Kraków           | Stadion Juvenii Kraków                       | Cracovie  |
| Lechia Gdańsk            | Gdański Stadion Lekkoatletyczny i Rugby (en) | Gdańsk    |
| RC Arka Gdynia           | Narodowy Stadion Rugby                       | Gdynia    |
| Master Pharm Łódź        | Stadion Budowlani (pl)                       | Łódź      |
| Up Fitness Skra Warszawa | Bemowski Ośrodek Piłki Nożnej                | Varsovie  |
| Awenta Pogoń Siedlce     | Stadion ROSRRiT (pl)                         | Siedlce   |
| Ogniwo Sopot             | Stadion Sportowy Rugby                       | Sopot     |
| Orkan Sochaczew          | Stadion Orkan (pl)                           | Sochaczew |
| Edach Budowlani Lublin   | Stadion Budowlani (pl)                       | Lublin    |
| Posnania Poznań          | Stadion Posnanii (pl)                        | Poznań    |

## Contexte

### Diffusion télé
Le championnat bénéficie d'une couverture télévisée, avec au moins une rencontre par journée diffusée sur TVP Sport.

### Règlement
Le nombre de joueurs non éligibles à la sélection polonaise par feuille de match est limité à 5. Sur chaque feuille de match, il doit y avoir au moins trois joueurs âgés de moins de 23 ans, dont deux ayant moins de 21 ans. 

## Saison régulière

### Classement
| Rang | Club                | J  | V  | N | D  | Pm  | Pe  | Diff | Pts |
| ---- | ------------------- | -- | -- | - | -- | --- | --- | ---- | --- |
| 1    | Ogniwo Sopot (T)    | 18 | 15 | 0 | 3  | 625 | 310 | +315 | 74  |
| 2    | Orkan Sochaczew     | 18 | 14 | 1 | 3  | 587 | 297 | +290 | 70  |
| 3    | Lechia Gdańsk       | 18 | 11 | 1 | 6  | 499 | 436 | +63  | 59  |
| 4    | Skra Warszawa       | 17 | 10 | 2 | 5  | 574 | 333 | +241 | 56  |
| 5    | Budowlani Lublin    | 17 | 9  | 0 | 8  | 487 | 414 | +73  | 48  |
| 6    | Master Pharm Łódź   | 18 | 10 | 0 | 8  | 377 | 425 | -48  | 45  |
| 7    | Arka Gdynia         | 18 | 6  | 2 | 10 | 492 | 542 | -50  | 37  |
| 8    | Juvenia Kraków      | 18 | 5  | 0 | 13 | 307 | 540 | -233 | 26  |
| 9    | Pogoń Siedlce       | 18 | 3  | 0 | 15 | 318 | 622 | -304 | 18  |
| 10   | Posnania Poznań (P) | 18 | 3  | 0 | 15 | 392 | 751 | -359 | 17  |

|  | Qualifiés pour la finale (no 1, no 2).                   |
|  | Qualifiés pour le match pour la 3ème place (no 3, no 4). |
|  | Barrage de relégation (no 10).                           |
|  | P : promu 2021 • T : champion 2021                       |

Attribution des points' : victoire sur tapis vert : 5, victoire : 4, match nul : 2, défaite : 0, forfait : -1 ; plus les bonus (offensif : 4 essais marqués ; défensif : défaite par 7 points d'écart maximum).				
Règles de classement : 1. points marqués dans les matchs entre équipes concernées ; 2.différence de points ; 3. nombre de points marqués ; 4. plus petit nombre de cartons rouges ; 5. plus petit nombre de cartons jaunes; 6. classement de la saison précédente.

### Résultats détaillés
L'équipe qui reçoit est indiquée dans la colonne de gauche.				
| Clubs            | GDA   | GDY   | KRA   | LOD   | LUB   | POZ   | SIE   | SOC   | SOP   | WAR   |
| ---------------- | ----- | ----- | ----- | ----- | ----- | ----- | ----- | ----- | ----- | ----- |
| RC Lechia Gdańsk |       | 30-26 | 27-0  | 34-7  | 41-36 | 38-25 | 40-12 | 31-19 | 23-38 | 38-26 |
| Arka Gdynia      | 22-22 |       | 27-8  | 26-28 | 30-17 | 57-26 | 53-8  | 11-33 | 14-66 | 19-45 |
| Juvenia Cracovie | 16-12 | 52-28 |       | 21-26 | 11-31 | 14-25 | 21-14 | 10-52 | 20-45 | 3-43  |
| Rugby Łódź       | 16-27 | 30-17 | 20-13 |       | 26-38 | 36-26 | 30-10 | 33-24 | 10-18 | 30-29 |
| Budowlani Lublin | 29-17 | 36-29 | 0-25  | 29-7  |       | 71-14 | 33-13 | 7-45  | 15-20 | 24-27 |
| Posnania Poznań  | 22-34 | 24-37 | 16-38 | 29-22 | 22-48 |       | 24-33 | 28-52 | 15-31 | 14-62 |
| Pogoń Siedlce    | 22-27 | 32-20 | 43-7  | 21-23 | 8-32  | 24-37 |       | 5-57  | 14-57 | 20-29 |
| Orkan Sochaczew  | 36-8  | 48-26 | 38-22 | 25-0  | 23-22 | 47-18 | 30-13 |       | 9-31  | 16-7  |
| Ogniwo Sopot     | 27-24 | 13-26 | 40-22 | 13-17 | 0-25  | 54-15 | 48-14 | 11-21 |       | 32-17 |
| Skra Warszawa    | 55-26 | 24-24 | 53-14 | 25-16 | 0-25  | 53-12 | 54-8  | 12-12 | 13-28 |       |

|  | Victoire |  | Match nul |  | Défaite |

## Phase finale

### Finale
| 26 juin 2022 | Ogniwo Sopot                                                                        | 16 - 17 (10 - 10) | Orkan Sochaczew                                                                          | Stadion Sportowy Rugby, Sopot |
| 26 juin 2022 | Essai(s) : Kavtaradze 1 Transformation(s) : Piotrowicz 1 Pénalité(s) : Piotrowicz 3 | Rapport           | Essai(s) : Pawłowski 1, Kępa 1 Transformation(s) : Steenkamp 2 Pénalité(s) : Steenkamp 1 | Stadion Sportowy Rugby, Sopot |
| 26 juin 2022 |                                                                                     | Rapport           |                                                                                          | Stadion Sportowy Rugby, Sopot |

### 3eplace
| 25 juin 2022 | RC Lechia Gdańsk                                                       | 6 - 26 (6 - 6) | Skra Warszawa                                                                      |  |
| 25 juin 2022 | Pénalité(s) : Boczulak 2 Carton(s) jaune(s) : Olszewski 1, Płonka Jr 1 | Rapport        | Essai(s) : Halaifonua 1, Kolo 1, Transformation(s) : Chain 2 Pénalité(s) : Chain 4 |  |
| 25 juin 2022 |                                                                        | Rapport        |                                                                                    |  |

### Barrage
| 2 juillet 2022 | Posnania Poznań                                                                             | 59 - 34 (28 - 15) | Sparta Jarocin |  |
| 2 juillet 2022 | Essai(s) : Gdula 5, Wrona 2, Kubalewski 1 Transformation(s) : Gdula 8 Pénalité(s) : Gdula 1 | Rapport           | Essai(s) : Kajka 1, Matuszak 1, Tondaś 1, Włodarek 1, Jakubek 1, Transformation(s) : K Włodarek 2, S Włodarek 2 Pénalité(s) : K Włodarek 1 |  |
| 2 juillet 2022 |                                                                                             | Rapport           | |  |